# فدراسیون بسکتبال رومانی
فدراسیون بسکتبال رومانی (رومانیایی: Federatia Română de Baschet) نهاد اداره کننده ورزش بسکتبال در کشور رومانی است. این فدراسیون که در سال ۱۹۳۱ تاسیس شده مقر آن در شهر بخارست قرار دارد.